# Слідство ведуть ЗнаТоКі. Він десь тут
«Слідство ведуть ЗнаТоКі. Він десь тут» — радянський телевізійний детективний фільм 1982 року а з циклу «Слідство ведуть ЗнаТоКі» (справа № 17 «Він десь тут»).

## Сюжет
Дія картини відбувається на початку 1980-х років. Водій нової «Волги» не впорався з керуванням, вилетів з траси і загинув. У машині виявлено велику суму грошей — 62 тисячі рублів. Як показало слідство, водій, Анатолій Артамонов, вів подвійне життя. В одному — він співробітник служби часу з досить скромним достатком, стареньким «Москвичем», зразковий сім'янин, відмінний хлопець. В іншому — успішний ділок підпільної майстерні, піжон на новій «Волзі», що має коханку і інші «принади» фінансового благополуччя.
Бізнес простий — Артамонов скуповує в універмагах картини-карбування фабричного виготовлення, колгоспники переклеюють на них етикетки, видаючи фабричну продукцію за штучні вироби народних промислів. Готові вироби продавалися, але вже дорожче. Крім того, злочинні доходи утворювалися за рахунок продажу різної дефіцитної сировини, одержуваної для «художніх промислів», а також на потреби сільськогосподарських підприємств Нечорнозем'я.
Голова колгоспу — чесна і принципова людина, яка пішла на ці злочинні махінації через можливість поповнити бюджет збиткового колгоспу. Він важко страждає через те, що дав втягнути себе і колгоспників в «ліву» діяльність. Майстерня, яка працює в невеликому селі, розвалила все сільськогосподарське виробництво. Жителі села, які отримують легкі доходи, проводять час в пияцтві і неробстві. Артамонов, який вступив в важкий конфлікт з совістю і законом, втратив душевну рівновагу і у підсумку потрапив в аварію. Можливо, він зробив таким чином самогубство, як би у відповідь на схоже висловлене бажання голови колгоспу.
Схему бізнесу придумав літній колишній злочинець Олексій Прокопович Щепкін, який втягнув у аферу Артамонова. Щепкін, про роль якого слідчі тільки здогадувалися, вирішив співпрацювати зі слідством, розуміючи, що рано чи пізно допитливі сищики все одно дістануться до правди.

## У ролях
- Георгій Мартинюк —  Павло Павлович Знаменський
- Леонід Каневський —  Олександр Миколайович Томін
- Ельза Леждей —  Зінаїда Янівна Кібріт
- Олександр Соловйов —  Анатолій Володимирович Артамонов
- Лариса Гребенщикова —  Галина Степанівна Артамонова, дружина Артамонова
- Всеволод Сафонов —  Антон Петрович Бардін
- Вікторія Лепко —  Алла Степанівна Бардіна, сестра Галини, дружина Бардіна
- Володимир Кенігсон —  Олексій Прокопович Щепкін
- Наталя Єгорова —  Таїсія Миколаївна Снєжкова, коханка Артамонова
- Борис Никифоров —  Іван Тихонович Нікітін, голова колгоспу
- Іван Воронов —  Дмитро Савелійович, керуючий конторою
- Семен Соколовський —  Вадим Олександрович Скопін, генерал-майор
- Олександр Хотченков —  Сеня Климов
- Тетяна Горностаєва —  Марина
- Антоніна Жмакова — співачка в ресторані
- Лев Межуєв —  охоронець в гаражному кооперативі
- Олександр Ширшов —  майстер в конторі
- Михайло Соловйов —  син Артамонова
- Ніна Палладіна —  епізод

## Знімальна група
- Режисер — Геннадій Павлов
- Сценарій — Олександр Лавров, Ольга Лаврова
- Оператор — Борис Лазарев
- Композитор — Марк Мінков